# ميخائيل فورستر
ميخائيل فورستر (بالإنجليزية: Michael Forrester)‏ هو سياسي أمريكي، ولد في 5 فبراير 1951 في الولايات المتحدة. حزبياً، نشط في الحزب الجمهوري. وقد انتخب عضو مجلس نواب كارولاينا الجنوبية.

## وصلات خارجية
- الموقع الرسمي